# Campionati sloveni di sci alpino 2013
I Campionati sloveni di sci alpino 2013 si sono svolti a Kope, Kranjska Gora e Krvavec dal 14 febbraio al 16 aprile. Il programma includeva gare di discesa libera, supergigante, slalom gigante, slalom speciale e supercombinata, tutte sia maschili sia femminili, ma la discesa libera femminile e la supercombinata maschile sono state annullate.
Trattandosi di competizioni valide anche ai fini del punteggio FIS, vi hanno partecipato anche sciatori di altre federazioni, senza che questo consentisse loro di concorrere al titolo nazionale sloveno. 

## Risultati

### Uomini

#### Discesa libera
| Pos. | Atleta            | Nazione     | Tempo   |
| ---- | ----------------- | ----------- | ------- |
| 1    | Frederic Berthold | Austria     | 1:17,32 |
| 2    | Alek Glebov       | Russia      | 1:17,40 |
| 3    | Douglas Crawford  | Regno Unito | 1:17,58 |
| 4    | Otmar Striedinger | Austria     | 1:17,64 |
| 5    | Boštjan Kline     | Slovenia    | 1:17,81 |
| 6    | Štefan Hadalin    | Slovenia    | 1:18,16 |
| 7    | Martin Čater      | Slovenia    | 1:18,22 |
| 8    | Andrej Šporn      | Slovenia    | 1:18,30 |
| 9    | Manuel Kramer     | Austria     | 1:18,32 |
| 10   | Johannes Kröll    | Austria     | 1:18,54 |

Data: 14 febbraio

Località: Kope

1ª manche:

Ore: 

Pista: 

Partenza: 

Arrivo: 

Dislivello: 

Tracciatore:

#### Supergigante
| Pos. | Atleta           | Nazione     | Tempo |
| ---- | ---------------- | ----------- | ----- |
| 1    | Rok Perko        | Slovenia    | 52,07 |
| 2    | Boštjan Kline    | Slovenia    | 52,55 |
| 3    | Andrej Šporn     | Austria     | 52,64 |
| 4    | Klemen Kosi      | Slovenia    | 52,87 |
| 5    | Klemen Krejač    | Slovenia    | 53,27 |
| 6    | Mišel Žerak      | Slovenia    | 53,37 |
| 7    | Douglas Crawford | Regno Unito | 53,43 |
| 8    | TJ Baldwin       | Regno Unito | 53,53 |
| 9    | Štefan Hadalin   | Slovenia    | 53,73 |
| 10   | Georg Lindner    | Moldavia    | 53,85 |

Data: 22 marzo

Località: Krvavec

Ore: 

Pista: 

Partenza: 1 970 m s.l.m.

Arrivo: 1 620 m s.l.m.

Lunghezza: 1 120 m

Dislivello: 350 m

Tracciatore: Tadeja Platovšek

#### Slalom gigante
| Pos. | Atleta               | Nazione   | Tempo   |
| ---- | -------------------- | --------- | ------- |
| 1    | Mišel Žerak          | Slovenia  | 1:36,33 |
| 2    | Andrea Ballerin      | Italia    | 1:36,34 |
| 3    | Emanuele Buzzi       | Italia    | 1:36,52 |
| 4    | Janez Jazbec         | Slovenia  | 1:36,59 |
| 5    | Kryštof Krýzl        | Rep. Ceca | 1:36,69 |
| 6    | Žan Kranjec          | Slovenia  | 1:36,92 |
| 6    | Christopher Neumayer | Austria   | 1:36,92 |
| 8    | Francesco Romano     | Italia    | 1:37,04 |
| 9    | Martin Čater         | Slovenia  | 1:37,18 |
| 10   | Štefan Hadalin       | Slovenia  | 1:37,22 |

Data: 16 aprile

Località: Krvavec

1ª manche:

Ore: 

Pista: 

Partenza: 1 840 m s.l.m.

Arrivo: 1 590 m s.l.m.

Dislivello: 250 m

Tracciatore: Mitja Kunc

2ª manche:

Ore: 

Pista: 

Partenza: 1 840 m s.l.m.

Arrivo: 1 590 m s.l.m.

Dislivello: 250 m

Tracciatore: Denis Šteharnik

#### Slalom speciale
| Pos. | Atleta         | Nazione  | Tempo   |
| ---- | -------------- | -------- | ------- |
| 1    | Marc Digruber  | Austria  | 1:43,60 |
| 2    | Mitja Valenčič | Slovenia | 1:43,94 |
| 3    | Filip Zubčić   | Croazia  | 1:45,14 |
| 4    | Matic Skube    | Slovenia | 1:45,44 |
| 5    | Klemen Kosi    | Slovenia | 1:45,67 |
| 6    | Patrick Jazbec | Slovenia | 1:46,00 |
| 7    | Miha Kuerner   | Slovenia | 1:46,07 |
| 8    | Žan Grošelj    | Slovenia | 1:46,10 |
| 9    | Martin Čater   | Slovenia | 1:46,22 |
| 10   | Aljaž Dvornik  | Slovenia | 1:46,59 |

Data: 29 marzo

Località: Kranjska Gora

1ª manche:

Ore: 

Pista: 

Partenza: 1 035 m s.l.m.

Arrivo: 836 m s.l.m.

Dislivello: 199 m

Tracciatore: Marko Jurjec

2ª manche:

Ore: 

Pista: 

Partenza: 1 035 m s.l.m.

Arrivo: 836 m s.l.m.

Dislivello: 199 m

Tracciatore: Roman Rozman

#### Supercombinata
La gara, originariamente in programma il 15 febbraio a Kope, è stata annullata.

### Donne

#### Discesa libera
La gara, originariamente in programma il 15 febbraio a Kope, è stata annullata.

#### Supergigante
| Pos. | Atleta            | Nazione     | Tempo |
| ---- | ----------------- | ----------- | ----- |
| 1    | Ilka Štuhec       | Slovenia    | 53,76 |
| 2    | Vanja Brodnik     | Slovenia    | 54,50 |
| 2    | Katja Horvat      | Slovenia    | 54,50 |
| 4    | Saša Brezovnik    | Slovenia    | 54,53 |
| 5    | Ana Bucik         | Slovenia    | 54,76 |
| 6    | Katarina Lavtar   | Slovenia    | 54,97 |
| 7    | Tina Robnik       | Slovenia    | 54,98 |
| 8    | Eli Plut          | Slovenia    | 55,16 |
| 9    | Nevena Ignjatović | Serbia      | 55,31 |
| 10   | Charlie Guest     | Regno Unito | 55,66 |

Data: 22 marzo

Località: Krvavec

Ore: 

Pista: 

Partenza: 1 970 m s.l.m.

Arrivo: 1 620 m s.l.m.

Lunghezza: 1 120 m

Dislivello: 350 m

Tracciatore: Tadeja Platovšek

#### Slalom gigante
| Pos. | Atleta            | Nazione  | Tempo   |
| ---- | ----------------- | -------- | ------- |
| 1    | Katarina Lavtar   | Slovenia | 1:39,19 |
| 2    | Tina Robnik       | Slovenia | 1:40,08 |
| 3    | Nevena Ignjatović | Serbia   | 1:40,77 |
| 4    | Ilka Štuhec       | Slovenia | 1:40,87 |
| 5    | Sofija Novoselić  | Croazia  | 1:40,90 |
| 6    | Andrea Komšić     | Croazia  | 1:41,04 |
| 7    | Ana Bucik         | Slovenia | 1:41,12 |
| 8    | Katja Horvat      | Slovenia | 1:41,28 |
| 9    | Eli Plut          | Slovenia | 1:41,35 |
| 10   | Nicole Pinto      | Italia   | 1:41,60 |

Data: 16 aprile

Località: Krvavec

1ª manche:

Ore: 

Pista: 

Partenza: 1 840 m s.l.m.

Arrivo: 1 590 m s.l.m.

Dislivello: 250 m

Tracciatore: Mitja Kunc

2ª manche:

Ore: 

Pista: 

Partenza: 1 840 m s.l.m.

Arrivo: 1 590 m s.l.m.

Dislivello: 250 m

Tracciatore: Denis Šteharnik

#### Slalom speciale
| Pos. | Atleta              | Nazione     | Tempo   |
| ---- | ------------------- | ----------- | ------- |
| 1    | Nevena Ignjatović   | Serbia      | 1:54,10 |
| 2    | Tina Robnik         | Slovenia    | 1:54,55 |
| 3    | Ilka Štuhec         | Slovenia    | 1:54,70 |
| 4    | Ana Bucik           | Slovenia    | 1:55,01 |
| 5    | Kateřina Pauláthová | Rep. Ceca   | 1:55,94 |
| 6    | Maryja Škanava      | Bielorussia | 1:56,04 |
| 7    | Barbara Kantorová   | Slovacchia  | 1:56,15 |
| 8    | Sofija Novoselić    | Croazia     | 1:56,57 |
| 9    | Katharina Truppe    | Austria     | 1:56,89 |
| 10   | Gabriela Capová     | Rep. Ceca   | 1:57,34 |

Data: 29 marzo

Località: Kranjska Gora

1ª manche:

Ore: 

Pista: 

Partenza: 1 035 m s.l.m.

Arrivo: 836 m s.l.m.

Dislivello: 199 m

Tracciatore: Robert Žan

2ª manche:

Ore: 

Pista: 

Partenza: 1 035 m s.l.m.

Arrivo: 836 m s.l.m.

Dislivello: 199 m

Tracciatore: Igor Zagernik

#### Supercombinata
| Pos. | Atleta           | Nazione     | Tempo   |
| ---- | ---------------- | ----------- | ------- |
| 1    | Ana Bucik        | Slovenia    | 1:49,11 |
| 2    | Saša Tršinski    | Croazia     | 1:50,43 |
| 3    | Katja Horvat     | Slovenia    | 1:50,91 |
| 4    | Maryja Škanava   | Bielorussia | 1:51,11 |
| 5    | Iva Mišak        | Croazia     | 1:52,29 |
| 6    | Nicole Pinto     | Italia      | 1:54,69 |
| 7    | Mihaela Kosi     | Slovenia    | 1:55,04 |
| 8    | Matilda Šola     | Croazia     | 1:56,42 |
| 9    | Lucija Pezdiček  | Slovenia    | 1:56,62 |
| 10   | Ylenia Sabidussi | Italia      | 1:57,24 |

Data: 6 aprile

Località: Krvavec

1ª manche:

Ore: 

Pista: 

Partenza: 1 970 m s.l.m.

Arrivo: 1 600 m s.l.m.

Dislivello: 370 m

Tracciatore: Slavko Zupanc

2ª manche:

Ore: 

Pista: 

Partenza: 

Arrivo: 

Dislivello: 

Tracciatore: Igor Zagernik